# Zierliche Wicke
Die Zierliche Wicke (Vicia parviflora), auch genannt Kleinblütige Wicke, ist eine Pflanzenart aus der Gattung Wicken (Vicia) in der Unterfamilie der Schmetterlingsblütler (Faboideae) innerhalb der Familie der Hülsenfrüchtler (Fabaceae).

## Beschreibung

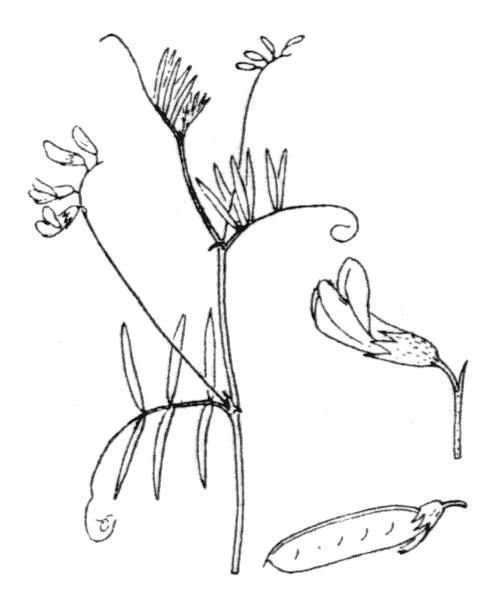
Illustration

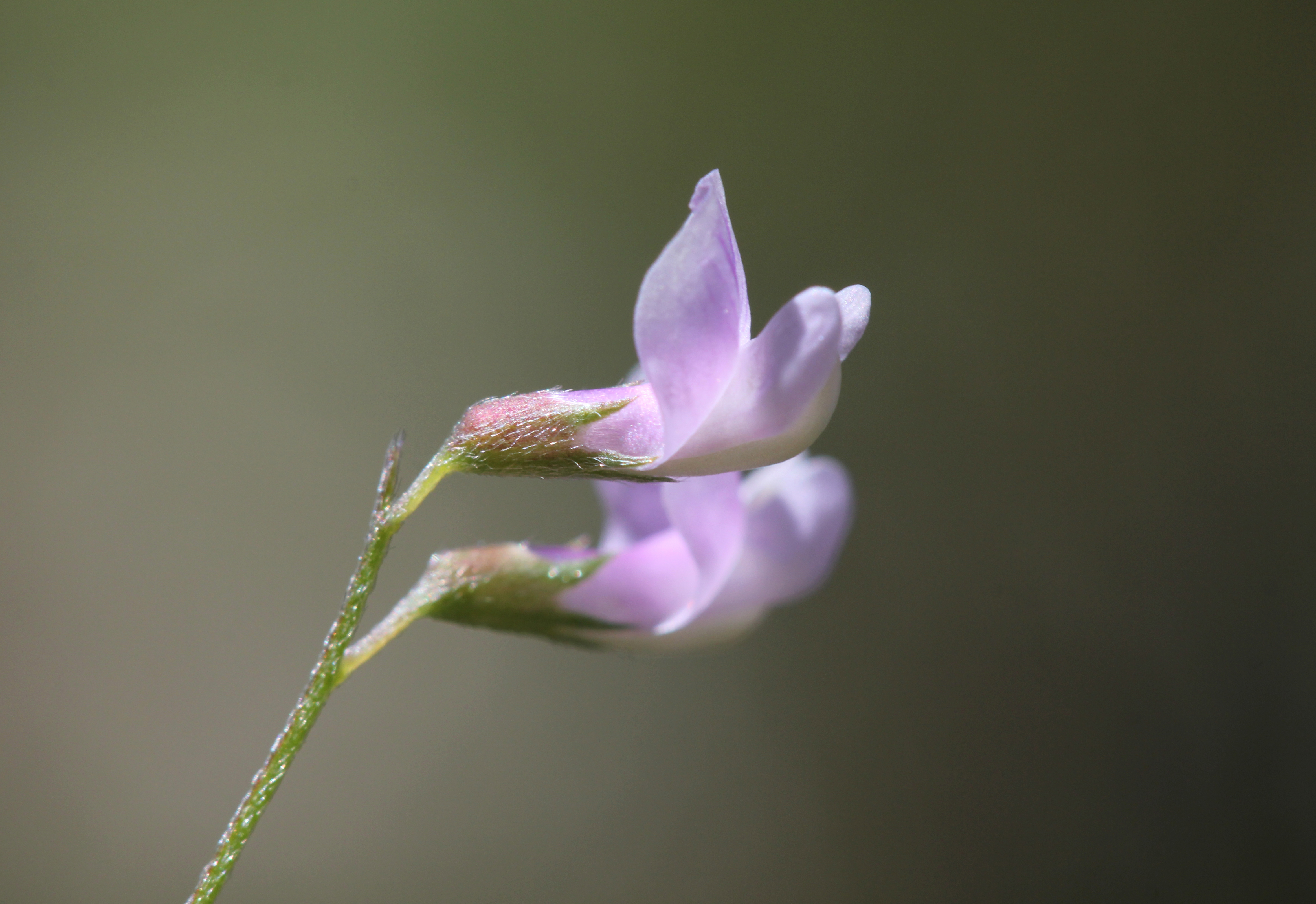
Blütenstand mit zwei zygomorphen Blüten, gut zu erkennen ist das Indument auf dem Blütenkelch

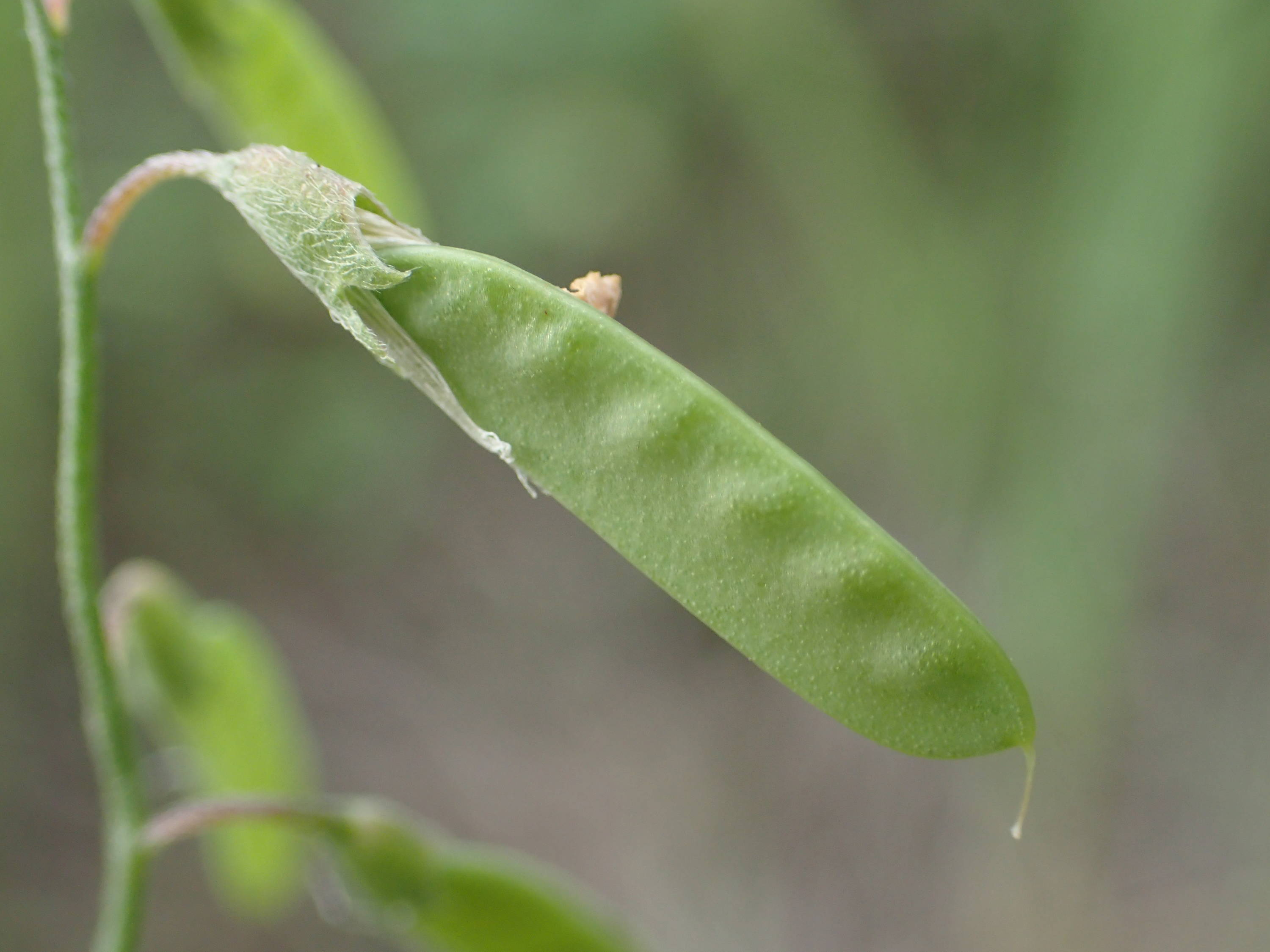
Hülsenfrucht

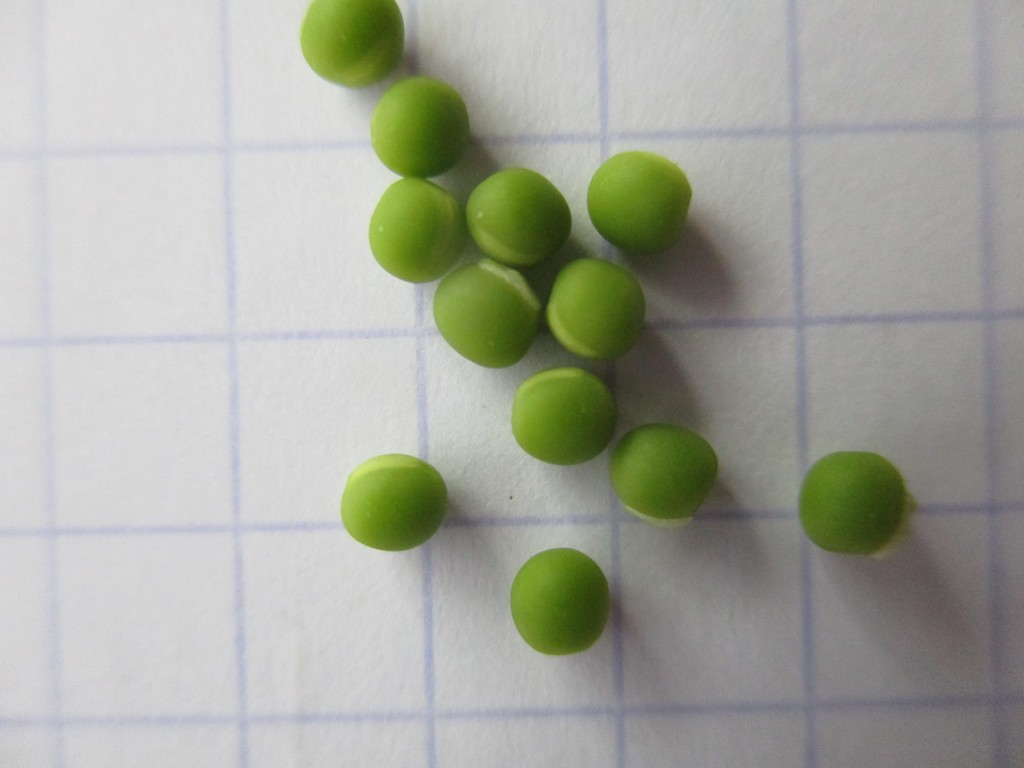
Samen

### Vegetative Merkmale
Die Zierliche Wicke wächst als meist einjährige krautige Pflanze und erreicht Wuchshöhen von 15 bis 60 Zentimetern. Der niederliegende bis kletternde Stängel ist kahl bis zerstreut angedrückt behaart und schmal geflügelt.
Die wechselständig angeordneten Laubblätter sind sitzend. Die gefiederte Blattspreite besitzt zwei bis fünf Fiederpaare und enden in einer unverzweigten Ranke. Die Fiederblättchen sind linealisch und am oberen Ende spitzig. Die zwei gleich gestalteten Nebenblätter sind bei einer Länge von 5 bis 7 Millimetern dreieckig bis lanzettlich.

### Generative Merkmale
Die Blütezeit reicht von Juni bis Juli. Achselständig auf einem Blütenstandsschaft befindet sich der Blütenstand. Die früh abfallenden Tragblätter sind relativ klein. Der Blütenstand enthält nur eine, selten zwei bis fünf Blüten, ist oben hellpurpurfarben, in eine Granne auslaufend.
Die zwittrige Blüte ist bei einer Länge von 6 bis 9 Millimetern zygomorph und fünfzählig mit doppelter Blütenhülle. Die fünf Kelchblätter sind verwachsen. Die Kelchzähne sind ungleich lang, sie sind kürzer als die Kelchröhre. Der Kelch ist höchstens halb so lang wie die Krone. Die fünf Kronblätter sind hellpurpurfarben oder blassblau und stehen in der Form der Schmetterlingsblüten zusammen.
Die Fruchtstiele sind mit einer Länge von bis zu 8 Zentimeter länger als das Tragblatt. Die kahle oder behaarte Hülsenfrucht ist 12 bis 17 Millimeter lang und enthält meist vier bis sechs, selten bis acht Samen. Das Hilum besitzt eine Breite von etwa 1/8 des Samenumfangs.
Die Chromosomenzahl beträgt 2n = 14.

## Ökologie
Bei der Zierlichen Wicke handelt es sich um einen Therophyten. Die Zierliche Wicke ist mit ihren Blattranken in den umgebenden Pflanzenexemplaren verankert.
Blütenökologisch handelt es sich um Schmetterlingsblumen vom Fabaceentyp mit Schnelleinrichtung. Die Bestäubung erfolgt meist durch Insekten, meist Hymenopteren. Die Zierliche Wicke ist selbstkompatibel: Selbstbefruchtung führt erfolgreich zum Samenansatz.
Diasporen sind die Samen.

## Vorkommen
Von der Zierlichen Wicke gibt es Fundortangaben für die Kanarischen Inseln, Madeira, Marokko, Algerien, Tunesien, Libyen, Spanien, Portugal, Frankreich, Belgien, die Niederlande, Großbritannien, die Schweiz, Italien, das frühere Jugoslawien, Albanien, Griechenland, Rumänien, die Krim, die westliche Türkei, Zypern, Israel, Syrien und den Libanon. Auf den Azoren ist die Zierliche Wicke ein Neophyt.
Die Zierliche Wicke wurde vom 19. bis zum 20. Jahrhundert durchgängig nachgewiesen in Deutschland in zwei Gebieten dem linksrheinisch-nordoberrheinischen Bereich und dem mitteldeutschen Trockengebiet. Für die Zierliche Wicke gibt es Fundortangaben für Deutschland in Bayern, im nördlichen Baden-Württemberg, im südöstlichen Rheinland-Pfalz, dem Saarland, im südlichen Hessen, in Thüringen, Sachsen-Anhalt, Brandenburg mit Berlin (an der Oder und der Elbe), in Niedersachsen mit Bremen und in Mecklenburg-Vorpommern.
Die Zierliche Wicke besiedelt in Deutschland lehmige Äcker und mäßig trockene Ruderalstellen, sie ist kalkmeidend.
Die ökologischen Zeigerwerte nach Landolt et al. 2010 sind in der Schweiz: Feuchtezahl F = 2w (mäßig trocken aber mäßig wechselnd), Lichtzahl L = 3 (halbschattig), Reaktionszahl R = 3 (schwach sauer bis neutral), Temperaturzahl T = 4+ (warm-kollin), Nährstoffzahl N = 2 (nährstoffarm), Kontinentalitätszahl K = 3 (subozeanisch bis subkontinental).

## Taxonomie
Die Erstveröffentlichung von Vicia parviflora erfolgte 1801 durch Antonio José Cavanilles in Anales de Ciencias Naturales 4, S. 73. Das Artepitheton parviflora bedeutet kleinblütig. Synonyme für Vicia parviflora Cav. sind: Ervum gracile DC., Vicia gracilis Loisel., Vicia laxiflora Brot., Vicia tenuissima auct., Vicia tetrasperma subsp. gracilis (DC.) Hook. f.